# 영남화력발전소
영남화력발전소(嶺南火力發電所)는 대한민국 울산광역시 남구 매암동에 있던 한국남부발전의 발전소이다.
중유 연소 방식의 1·2호기(각 200 MW)가 1973년 준공되어 발전이 이루어져 왔으나, 설비 노후화로 인해 2014년 폐지되었다. 폐지된 설비들은 한국남부발전이 울산광역시에 산업사료로 기증하였다. 발전소 부지에는 2015년 7월부터 LNG를 발전원으로 사용하는 복합화력발전소가 다시 지어지기 시작해 영남파워로서 2017년 10월 완공되었다.